# Курции
Курции (лат. Curtii) — один из древнейших патрицианских римских родов. Первые упоминания о представителях рода относятся к эпохе возникновения Рима. Наряду с указанием на патрицианский характер данного рода (консульство в 445 г до н. э. Гая Курция Филона) есть факты, что представитель рода Курциев занимал должность народного трибуна, предназначенную только для плебейских родов.

## Происхождение
По преданию первый представитель рода Меттий Курций был одним из вождей сабинян, выступивших в поход против римлян после похищения сабинских девушек. Во время битвы около Палатина конь Курция понес и вместе с седоком провалился в болото, из которого выбрался с большим трудом. После примирения с римлянами он переселился в Рим, дав начало роду Курциев.
Родовое имя, возможно, происходит от латинского слова curtus — «укороченный, срезанный».

## Родовые имена
Среди Курциев использовались имена Гай, Марк, Гней, Квинт, Публий.

## Ветви рода
В роду Курциев выделяют семьи Педуцен, Филон, Постум.

## Представители рода
- Меттий Курций — родоначальник, происходил из сабинян, участник Сабинской войны.
- Гай Курций Филон, консул 445 до н. э.
- Марк Курций — храбрый юноша, в 362 до н.э. на красиво убранном коне, со множеством драгоценностей бросился в образовавшуюся на форуме, вероятно от землетрясения бездну, которую при всем усилии никак не могли зарыть землею, чтобы, согласно предсказанию оракула, умилостивить гнев богов, после чего бездна опять закрылась.
- Марк Курций Педуцен — народный трибун 57 года до н. э.
- Квинт Курций Руф — историк I века до н. э., автор биографии Александра Македонского в 10 томах.